# Kinoguitan
Kinoguitan è una municipalità di quinta classe delle Filippine, situata nella Provincia di Misamis Oriental, nella Regione del Mindanao Settentrionale.
Kinoguitan è formata da 15 baranggay:
- Beray
- Bolisong
- Buko
- Calubo
- Campo
- Esperanza
- Kagumahan
- Kalitian
- Kitotok
- Panabol
- Poblacion
- Salicapawan
- Salubsob
- Suarez
- Sumalag